# Municipio de Höör
El municipio de Höör (en sueco: Höörs kommun) es un municipio de Escania, la provincia más austral de Suecia. Su sede se encuentra en la localidad de Höör. Limita con los municipios de Hässleholm al noreste, Hörby al este, Klippan al noroeste y con Eslöv al sur y oeste.

## Localidades
Hay 6 áreas urbanas (tätort) en el municipio:
| # | Localidad               | Población |
| - | ----------------------- | --------- |
| 1 | Höör                    | 7 379     |
| 2 | Sätofta                 | 1 160     |
| 3 | Tjörnarp                | 742       |
| 4 | Ormanäs och Stanstorp   | 422       |
| 5 | Ljungstorp och Jägersbo | 384       |
| 6 | Norra Rörum             | 203       |

Una pequeña parte de Löberöd también se encuentra dentro del municipio de Höör.

## Ciudades hermanas
Höör está hermanada o tiene tratado de cooperación con:
- Stevns, Dinamarca
- Soini, Finlandia
- Città di Castello, Italia